# La Croix
La Croix (pronúncia em francês: [laˈkʁwa]; en: The Cross) é um jornal católico romano diário de interesse geral francês. É publicado em Paris e distribuído por toda a França, com uma circulação de 87.000 a partir de 2018. O jornal mantém a sua imparcialidade em questões políticas, pelo contrário, o jornal adota a posição da Igreja. No entanto, La Croix não deve ser confundido com um jornal religioso - seus tópicos são de interesse geral: notícias do mundo, economia, religião e espiritualidade, pais, cultura e ciência.

## História antiga
Quando apareceu em 1880, a primeira versão do La Croix era uma revista mensal de notícias. Os agostinianos da Assunção, que dirigiam o jornal, perceberam que o formato mensal não estava obtendo o amplo público que o jornal merecia. Portanto, os agostinianos da Assunção, decidiram o converter em uma folha diária vendida por um centavo. Consequentemente, La Croix fez a transição para um jornal diário em 16 de junho de 1883. O padre Emmanuel d'Alzon (1810-1880), fundador dos Assuncionistas e dos Oblatos da Assunção, iniciou o trabalho. Além disso, o maior advogado de La Croix foi o padre Vincent de Paul Bailly. La Bonne Presse foi a primeira editora do jornal, que se chamaria Bayard Presse em 1950.
La Croix conseguiu reunir certos grupos de católicos romanos que procuravam se posicionar fora da política partidária e das ideologias oficiais. No final do século XIX, era a publicação católica romana mais lida na França, com um número de leitores de mais de 25.000 escriturários. Ganhou mais leitores quando assumiu a liderança no ataque a Dreyfus como traidor e provocou o anti-semitismo. O governo Radical, sob Waldeck-Rousseau, forçou os Assunção a se exilarem da França. A editora do jornal, La Bonne Presse, foi comprada por Paul Féron-Vrau, que supervisionou as operações até que os Assuncionistas retornassem à França sob as leis de anistia de 1905.

## Renovação
Por muitos anos, La Croix apareceu em dois formatos. O primeiro foi um periódico de pequeno formato destinado a leitores populares, o segundo um jornal de grande formato destinado a um público mais intelectual. Em 1927, tendo o Padre Leon Merklen sido editor chefe, La Croix começou a tratar de problemas sociais. Isso foi levado à iniciativa de fundar a Ação Católica e também ajudou a criar um vínculo formal entre a Juventude Católica Católica e a Igreja Católica Romana Francesa.
Durante a Segunda Guerra Mundial, La Croix mudou seus escritórios editoriais primeiro para Bordeaux, depois para Limoges. O jornal foi encerrado relativamente tarde na ocupação, em 21 de junho de 1944. Não reapareceria até fevereiro de 1945. O padre Gabel supervisionou o relançamento do jornal. Editor-chefe de 1949, ele introduziu novas seções, como esportes, cinema, moda e teatro. Em 1 de fevereiro de 1956, La Croix começou a aparecer pela primeira vez sem um crucifixo como parte de seu cabeçalho. Em março de 1968, o jornal adotou um formato tablóide.
Em janeiro de 1972, o jornal mudou seu nome para La Croix-l'Événement ("o evento cruzado"). A escolha do novo título foi um reflexo do desejo da editora de mostrar que o artigo não era apenas um artigo religioso, mas um diário regular, reflexo da sociedade moderna. O jornal tem um público muito fiel: 87% de suas vendas são por assinatura.

## Centenário

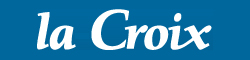
Logo até janeiro de 2016

Para comemorar seu centenário em 1983, o Croix-l'Événement assumiu um layout mais recente. O jornal acrescentou novas seções com a chegada de Noël Copin, editor-chefe. Os leitores continuaram a declinar, mas a nova equipe liderada por Bruno Frappat, ex-diretor de edição do Le Monde, que chegou em janeiro de 1995, espera lutar contra essa tendência de descontentamento geral com a imprensa que assola um grande número de jornais franceses. (Uma impressão regular em 1998 seria de cerca de 127.000 cópias)
A Bayard Press está reagindo a isso com uma estratégia dupla. Por um lado, estão investindo na modernização de La Croix, com edição eletrônica e um arquivo eletrônico completo do artigo. Por outro lado, aumentaram sua diversificação, assumindo maior presença na imprensa infantil francesa e acrescentando novas publicações de natureza católica. Eles também se envolveram na coprodução da televisão infantil e na transformação de certos títulos, como o Notre Temps, em publicações internacionais.
Os esforços do jornal foram bem-sucedidos e em 2005 registraram um aumento de 1,55% na circulação. Hoje, La Croix é um dos únicos três jornais franceses nacionais diários a obter lucro, e o mais bem-sucedido em aumentar sua circulação no século XXI.
Os editores de La Croix observaram outro centenário em 12 de janeiro de 1998 (a publicação de J'accuse…! De Émile Zola, a salva inicial na defesa pública de Dreyfus) examinando o papel do jornal no caso Dreyfus. Enquanto em 1898 eles publicaram "Abaixo os judeus!" e rotulou Dreyfus como "o judeu inimigo que traiu a França", os editores em 1998 declararam "assumpcionistas ou leigos, os editores de La Croix tinham na época uma atitude indesculpável".

## A guerra do Iraque e o disparo de Alain Hertoghe
Em dezembro de 2003, o jornal La Croix ganhou as manchetes depois de demitir um de seus próprios jornalistas, Alain Hertoghe, por escrever um livro que supostamente estava prejudicando a linha editorial do jornal. Hertoghe acusou os quatro principais jornais franceses - Le Monde, Le Figaro, Libération e Ouest-France - além de La Croix, de reportagens tendenciosas durante a guerra dos EUA no Iraque.